# Col de Susanfe
Der Col de Susanfe (deutsch Susanfepass) ist ein Saumpass in den Schweizer Alpen. Er verbindet Champéry im Val-d’Illiez mit Salvan im Vallée du Trient.
Westlich unterhalb der Passhöhe steht auf 2101 m ü. M. die Susanfehütte des Schweizer Alpen-Clubs SAC. Sie dient als Unterkunft bei einer Passüberquerung oder als Ausgangspunkt für Touren um die Dents du Midi. Er liegt an der Via Alpina (R108).

## Einzelnachweise

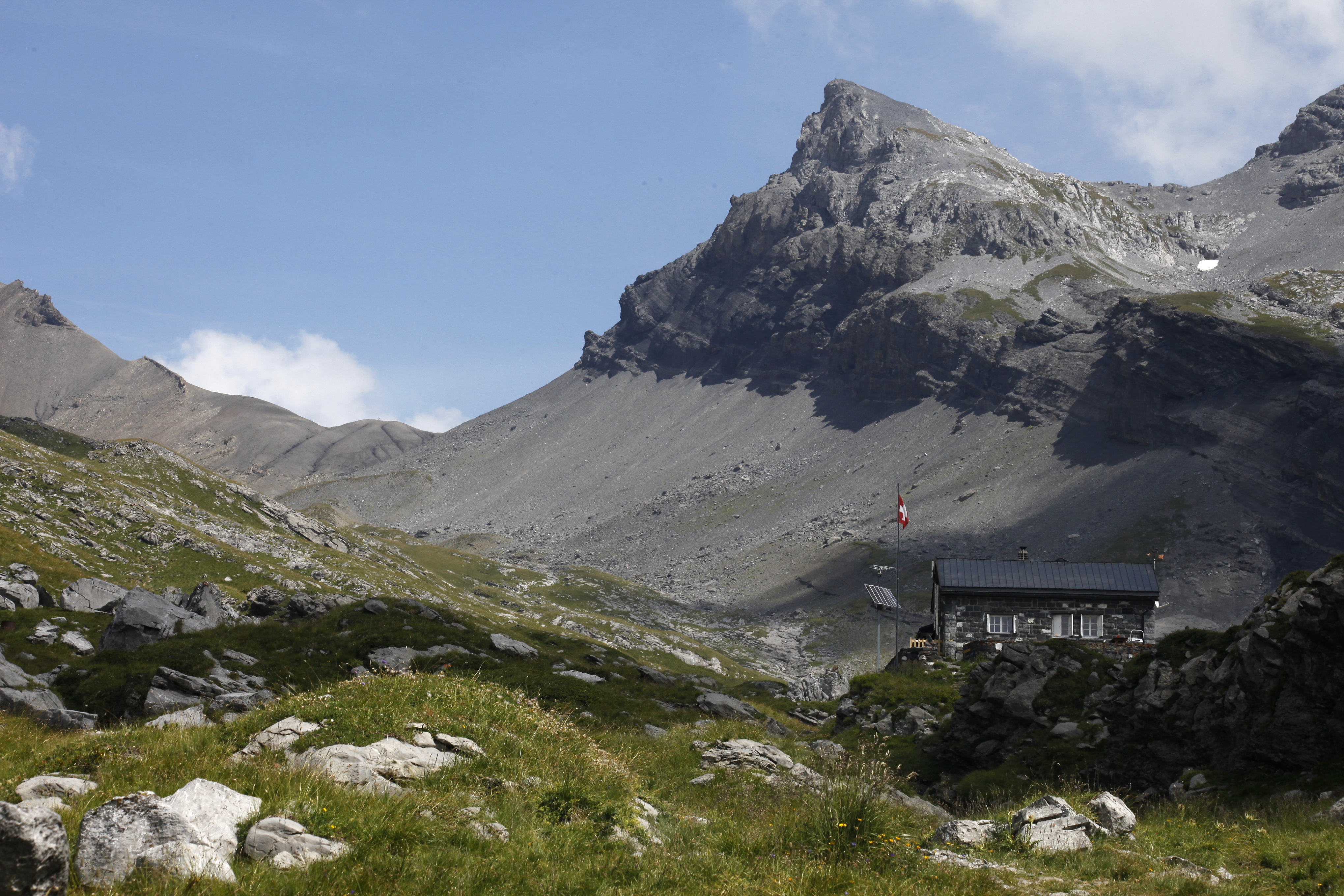
Susanfepass von der Susanfehütte gesehen